# Angela Brady
Angela Brady es una arquitecta (Dublín, Irlanda 1957), que ha vivido en Londres por cerca de 25 años. En 2011 fue elegida presidenta del Real Instituto de Arquitectos Británicos (RIBA) por un término de tres años. También formó parte del Real lnstituto de Arquitectos de Irlanda (RIAI).

## Vida y carrera
Brady estudió arquitectura en el Instituto de Tecnología de Dublín. Luego trabajó junto a Arthur Erickson por un breve periodo de tiempo en la ciudad de Toronto, Canadá.
Calificó como arquitecta en 1984 y trabajó brevemente para GMW Architects y SEH. En 1987 cofundó Brady Mallalieu Architects con Robin Mallalieu en Londres.
Es una personalidad televisiva en su natal Irlanda y en todo el Reino Unido, tomando parte de programas emitidos en RTE, ITV y Channel 4. "Mostrar al público lo que un arquitecto hace es una gran oportunidad, y la televisión es el mejor medio para lograrlo", explicó.
Brady ha estado activa en las asociaciones RIBA y RIAI por muchos años. En el 2000 fundó la asociación 'Architects for Change', dando oportunidad a mujeres y a minorías étnicas de tomar parte de su profesión. Fue elegida presidente de la RIBA en 2011, siendo la segunda mujer en obtener dicho cargo.
Fue jurado del Prix des femmes architectes en 2013.